# Stanisław Downarowicz
Stanisław Józef Downarowicz (ur. 28 marca 1874 w Łochowie, zm. 11 marca 1941 w KL Auschwitz) – polski inżynier, działacz polityczny, wolnomularz.

## Życiorys
Syn Medarda i Stefanii z Hornowskich. Miał trzech braci: Józefa, Kazimierza, Medarda i siostrę Marię. Uczęszczał do gimnazjum w Radomiu. Maturę zdał w Libawie. Następnie podjął studia prawnicze na Cesarskim Uniwersytecie Warszawskim, ale za działalność w PPS został z niego przez władze carskie relegowany oraz Od 2 lutego do 31 grudnia 1896 był więziony na Pawiaku i w X pawilonie Cytadeli Warszawskiej. Po opuszczeniu więzienia, przeniósł się do Lwowa, gdzie wstąpił na Uniwersytet Franciszkański, a następnie przeniósł się na Politechnikę Lwowską, gdzie w 1907 ukończył studia na wydziale inżynierii lądowej. Później podjął pracę inżynier miejski we Lwowie.

### Walka o niepodległość
Należał do współtwórców Związku Strzeleckiego. Z ramienia Polskiego Stronnictwa Postępowego zasiadał w Komisji Tymczasowej Skonfederowanych Stronnictw Niepodległościowych i Polskim Skarbie Wojskowym. Od 22 listopada 1914 r. był zastępcą szefa Departamentu Wojskowego Naczelnego Komitetu Narodowego. Od stycznia 1915 r. pełnił obowiązki przedstawiciela NKN-u w Warszawie, a 15.02.1917 r. mianowano go starszym referentem sekcji administracji w Departamencie Spraw Wewnętrznych Tymczasowej Rady Stanu. Następnie od 1.01.1918 r. rozpoczął pracę jako naczelnik Wydziału Administracyjnego w MSW.

### II Rzeczpospolita
W latach 1919–1921 był szefem Sekcji Administracyjnej Zarządu Cywilnego Ziem Wschodnich i przedstawicielem władz cywilnych w dowództwie Frontu Litewsko-Białoruskiego. Od marca 1921 r. sprawował funkcję kierownika Komisji Likwidacyjnej ZCZW, a od lipca 1921 r. delegata rządu polskiego przy władzach Litwy Środkowej w Wilnie. Z kolei 13.08.1921 r. został wojewodą wołyńskim, aczkolwiek urząd ten sprawował do 19 września, gdyż został powołany na funkcję ministra spraw wewnętrznych w pierwszym rządzie Antoniego Ponikowskiego. Downarowicz przeprowadził zmiany organizacyjne w ministerstwie; utworzono Wydział Aprowizacyjny (po przekazaniu kompetencji likwidowanego Ministerstwa Aprowizacji), powołano Referat Polityczny (zajmujący się sprawami narodowościowymi i wyznaniowymi). Ponadto wiele uwagi poświęcał kwestiom bezpieczeństwa publicznego. Poprawiono zwalczanie przestępczości z przestępczością politycznej i pospolitej w województwach zachodnich i centralnych. Natomiast na Kresach Wschodnich sytuacja kreowała się dużo gorzej. Brak skutecznej ochrony granic powodował napływ elementów antypaństwowych, np. grup dywersyjnych przygotowywanych przez Sowietów. Minister apelował o szybkie uchwalenie przepisów pozwalających organom bezpieczeństwa publicznego na skuteczną walkę z działalnością antypaństwową. Nowe regulacje miały być używane wyłącznie przeciwko komunistom. Ponadto prowadzono prace zmierzające do zwiększenia skuteczności aparatu policyjnego i zagwarantowania ochrony granicy. 3 września 1921 r. ministrowie spraw wewnętrznych, wojskowych oraz skarbu wydali wspólną instrukcję dotyczącą sprawowania kontroli granicznej na obszarze województw nowogródzkiego, poleskiego, tarnopolskiego i wołyńskiego. Związane z tym obowiązki powierzono Batalionom Celnym MSW oraz przydzielonym do pomocy oddziałom PP. Rozwiązanie to nie gwarantowało skutecznego uszczelnienia granicy. Na przeszkodzie w osiągnięciu zadowalających efektów stały niedobory finansowe przekładające się na braki kadrowe i odpowiednie wyposażenie, a także brak jednolitego dowództwa.

### Wojewoda poleski
Urząd ministra MSW przestał pełnić 5 marca 1922 r. Następnie został wojewodą poleskim. Odwołany jednak został w 1924 r., w następstwie biernej postawy podczas napadu bolszewickiej bandy dywersyjnej na pociąg relacji Brześć-Łuniniec pod Łowczą 24.09.1924 r, którym podróżował. Ówczesny premier Władysław Grabski zanotował, że był to najbardziej upokarzający napad na kresach. Szef MSW Zygmunt Hubner, wszczął postępowanie wyjaśniające, które zakończyło się orzeczeniem, że Downarowicz powinien przestać pełnić obowiązki wojewody. Jednakże pod wpływem opinii publicznej, powołano nową komisję, w składzie której znaleźli się byli szefowie resortu spraw wewnętrznych – Leopold Skulski i Władysław Sołtan – oraz były minister reform rolnych Zdzisław Ludkiewicz. Ich orzeczenie było podobne do wcześniejszego. 15 czerwca 1925 r. stanowisko komisji zaakceptowała Rada Ministrów. W marcu 1926 r. minister spraw wewnętrznych Władysław Raczkiewicz wysłał do Downarowicza symboliczne oświadczenie, że jego zachowanie napadu na pociąg pod Łunińcem nie dyskwalifikowało go ze służby państwowej i dalszego wykorzystania na odpowiedzialnym stanowisku. W związku z tą sprawą wkrótce potem wyzwał na pojedynek publicystę Władysława Rabskiego za rzekome zarzuty uwłaczające czci.

### Dalsze lata
W kolejnych latach Downarowicz był wicedyrektorem Przedsiębiorstwa Wodociągów i Kanalizacji w Warszawie, następnie zaś jego prezesem i dyrektorem. Bez powodzenia startował do sejmu w 1928 r.
Podczas okupacji niemieckiej, został aresztowany i osadzony w więzieniu na Pawiaku 4 października 1940 r. Następnie przez reżim III Rzeszy został wywieziony do obozu koncentracyjnego Auschwitz, gdzie zginął.

## Życie prywatne
Od 12 sierpnia 1905 był mężem Jadwigi Szczuki, z którą miał dwie córki: Krystynę Alinę i Jadwigę.
Członek loży wolnomularskiej we Lwowie w okresie zaborów.

## Ordery i odznaczenia
- Krzyż Komandorski Orderu Odrodzenia Polski (2 maja 1923)[14][15]
- Krzyż Niepodległości (29 grudnia 1933)[16]
- Złoty Krzyż Zasługi[3]